# Cryptocarya melanocarpa
Cryptocarya melanocarpa là loài thực vật có hoa trong họ Nguyệt quế. Loài này được B.Hyland miêu tả khoa học đầu tiên năm 1989.